# Staurosporin
Staurosporin ist eine chemische Verbindung aus der Gruppe der Indolcarbazole, welche die Funktion der Kinasen, einem Typ von Enzyme der Signaltransduktion in der Zelle, wirksam, aber unspezifisch hemmt.

## Eigenschaften
Staurosporin wurde ursprünglich aus Streptomyces staurosporeus isoliert, wird aber auch von anderen Streptomyces-Arten gebildet. Es hat antifungale Eigenschaften und wirkt als Blutdrucksenker und Gerinnungshemmer. Staurosporin ist ein kompetitiver Hemmstoff für die Bindung von Adenosintriphosphat an Kinasen. Es bindet in Kinasen an das GXGXXG-Motiv und an das Aspartat im DFG-Motiv.
Staurosporin wird nur in der Forschung verwendet, da seine Wirkung zur gezielten Therapie bei bestimmten Krebserkrankungen zu unspezifisch ist. Es wird in der Forschung zur Induktion einer Apoptose über Caspase-3 eingesetzt. Daneben führt es zum Arrest des Zellzyklus. Es dient daneben als Leitstruktur in der Entwicklung neuer Wirkstoffe, wie zum Beispiel Tetrahydrostaurosporin, einem deutlich selektiveren Kinaseinhibitor für die Krebsbehandlung oder das Benzoylderivat des Staurosporins, Midostaurin (synonym PKC412).

## Synthese

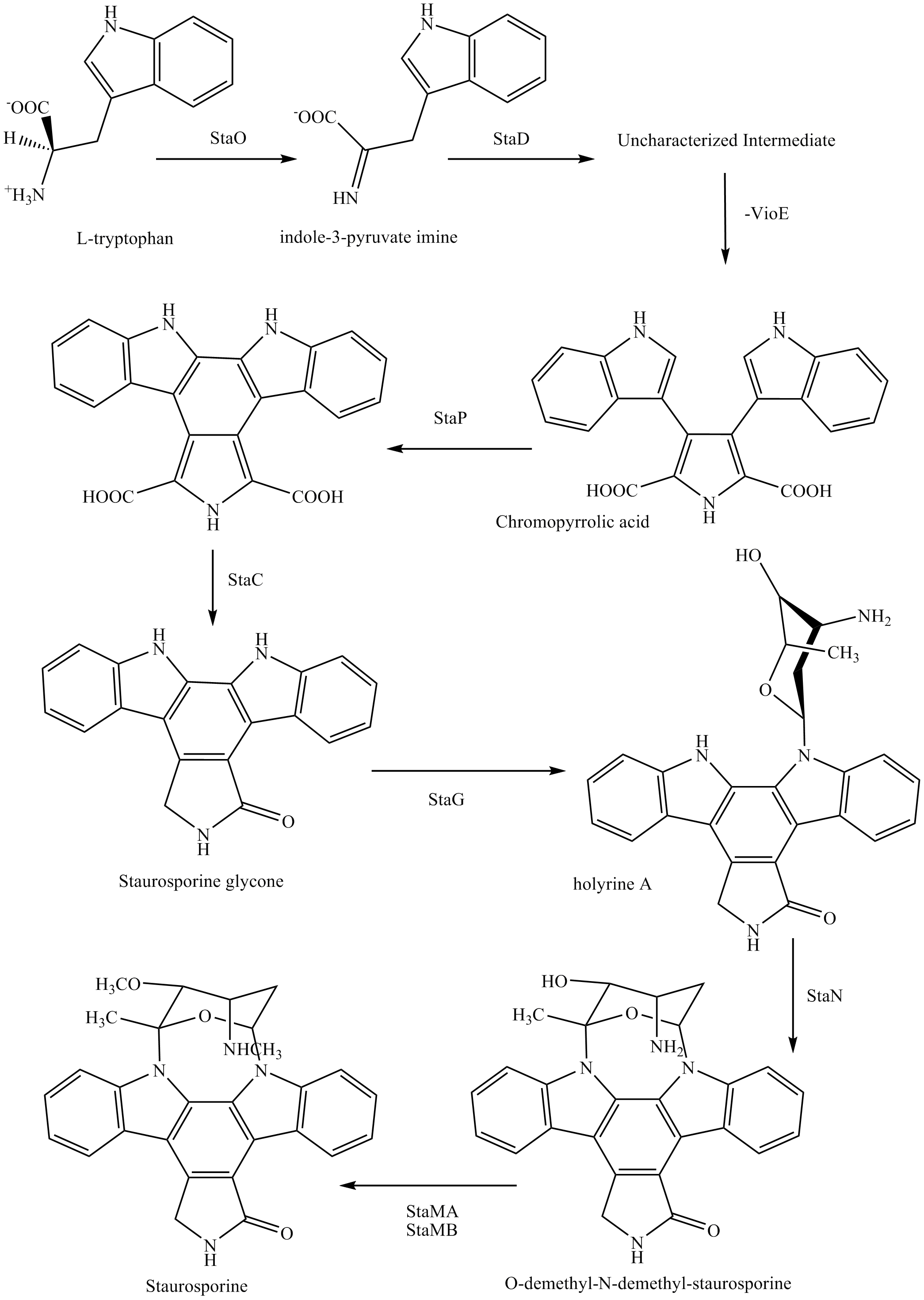
Synthese von Staurosporin
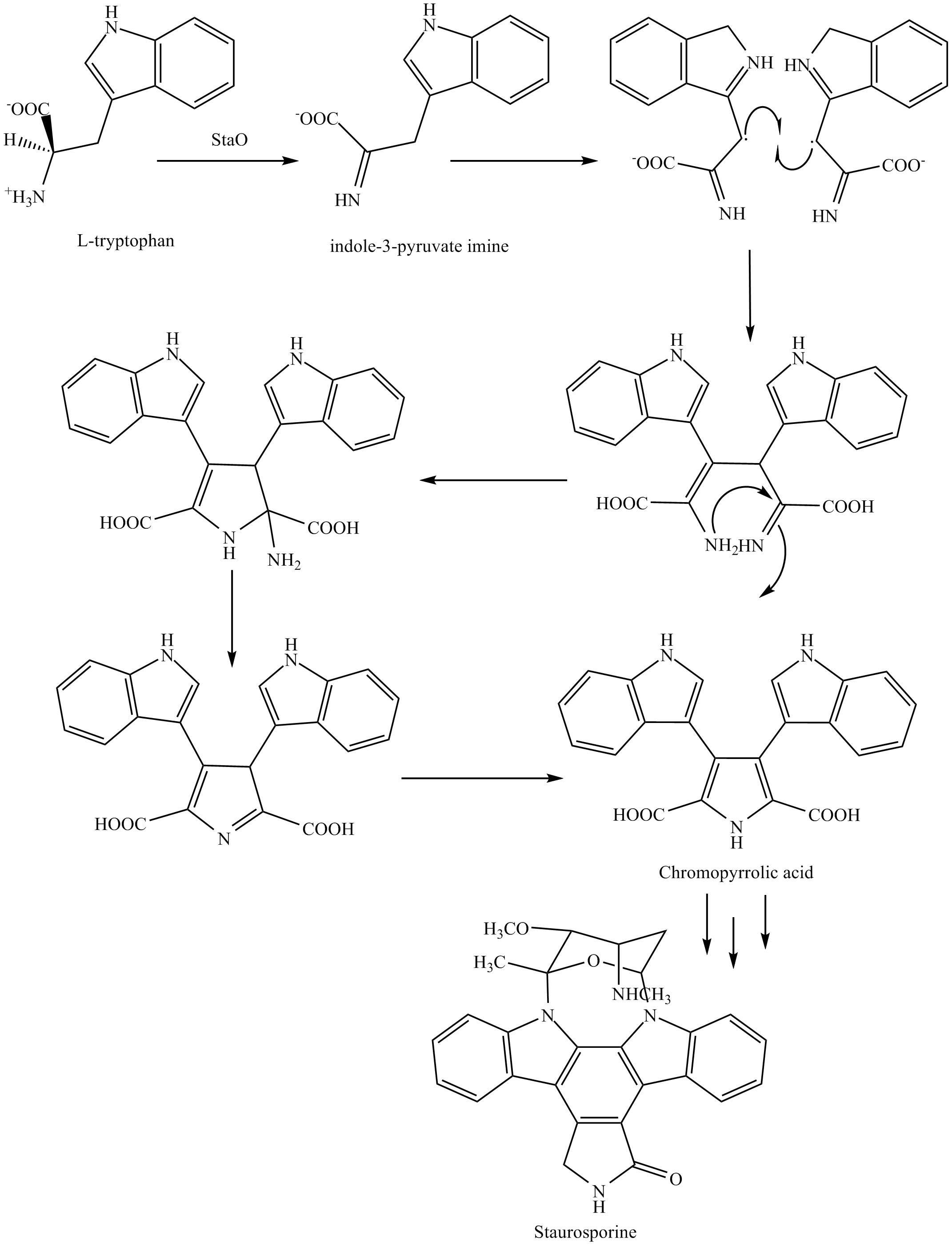
Biosynthese von Staurosporin